# Чемпіонат Буковини з хокею 1931

## Регламент
Другий чемпіонат Буковини пройшов за участі п'ятьох учасників. Змагання відбувалися за одноколовою системою у п'ять турів — 19/20, 21/23, 24/25, 26/27 січня та 5/6 лютого.
Першість виборов чернівецький ТВ «Ян», що посів перше місце за кращою різницею шайб.

## Підсумкова класифікація
| Місце | Команда                | 1   | 2   | 3   | 4   | 5   | І | В | Н | П | Ш     | Р  | О |
| ----- | ---------------------- | --- | --- | --- | --- | --- | - | - | - | - | ----- | -- | - |
| 1     | ТВ «Ян» Чернівці       |     | 1:1 | 1:1 | 1:0 | 5:1 | 4 | 2 | 2 | 0 | 08:30 | +5 | 6 |
| 2     | «Маккабі» Чернівці     | 1:1 |     | 0:0 | 2:2 | 5:2 | 4 | 1 | 3 | 0 | 08:50 | +3 | 5 |
| 3     | «Драгош Воде» Чернівці | 1:1 | 0:0 |     | 1:1 | 2:1 | 4 | 1 | 3 | 0 | 04:30 | +1 | 5 |
| 4     | «Довбуш» Чернівці      | 0:1 | 2:2 | 1:1 |     | 1:0 | 4 | 1 | 2 | 1 | 04:40 | ±0 | 4 |
| 5     | «Полонія» Чернівці     | 1:5 | 2:5 | 1:2 | 0:1 |     | 4 | 0 | 0 | 4 | 04:13 | -9 | 0 |

## Товариські матчі
Готуючись до першості, чернівецькі команди провели декілька міжнародних товариських матчів з австрійським «Клагенфуртер» АК і в усіх зазнали нищівних поразок. Так, 9 січня «Драгош Воде» поступився гостям з рахунком 0:9, 10 січня ТВ «Ян» спромігся забити хоча б одну шайбу - рахунок 1:10, а 11 січня «Маккабі» програв ще з більшим розривом 1:11.
По закінченню першості чернівецькі «Довбуш» та «Маккабі» випробували свої сили у протистоянні зі львівською «Гасмонеєю». Матчі, що відбулися 7 та 8 лютого, закінчилися відповідно з рахунками 0:3 та 0:2 на користь львівських гостей.

## Склади команд
«Ян» Чернівці: Еміль Майцюк (4, -3); Плашке (?, 2), Паравічіні (?, 0), Ренжн (?, 0), Букш (?, 0), Єречинський (?, 5), Морозюк (?, 1), Адамовський (?, 0)

«Маккабі» Чернівці: ...; Вейсс (?, 1), Флеммінгер (?, 3), Прессер (?, 2), Шуллер (?, 1), Гастер (?, 1)

«Драгош Воде» Чернівці: ...; Сінделар ІІ (?, 2), Томович (?, 1)

«Довбуш» Чернівці: ...; Яромир Дмитрюк (?, 1), Стефанюк (?, 2), Загородніков (?, 1)

«Полонія» Чернівці: ...; Списький (?, 1), Софальський (?, 1)